# Gösta Ekman

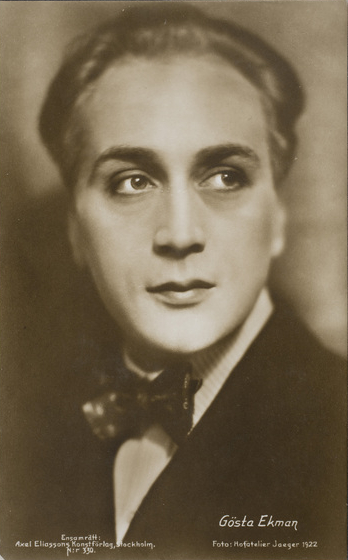
Gösta Ekman, 1922

Gösta Ekman (Aussprache [ˌ ʝœsːta ˈeːkman], * 28. Dezember 1890 in Stockholm; † 12. Januar 1938 ebenda) war ein schwedischer Theater- und Filmschauspieler.

## Theater
Gösta Ekman hatte sein Bühnendebüt im Jahre 1908 und wurde schnell zu einem der erfolgreichsten schwedischen Theaterschauspieler seiner Zeit. Zwischen 1913 und 1925 gehörte er zum Ensemble des Schwedischen Theaters in Stockholm, von 1926 bis 1930 fungierte er als Direktor des Oscar-Theaters und von 1931 bis 1935 hatte er ein eigenes Theater, das Vasa-Theater. Ekman war für seine ausdrucksstarken Shakespeare-Interpretationen bekannt, ebenso für seine Bühnenpräsenz und Stimme sowie sein attraktives, etwas jungenhaftes Aussehen. Darüber hinaus gilt er als der erste Bühnenpartner von Zarah Leander. Bereits zu Lebzeiten galt er in Schweden als Theaterlegende.
Neben seinen Theaterauftritten nahm er auch einige Nummern-Reveus auf Schallplatte auf.

## Film
Seit 1911 war Gösta Ekman auch für den Film tätig. 1912 trat er in Victor Sjöströms Regieerstling Der Gärtner (Trädgårdsmästaren) auf und spielte im darauffolgenden Jahr unter der Regie von Mauritz Stiller in Das fremde Mädchen (Den okända). Er entwickelte sich in seiner Heimat zu einem beliebten Schauspieler und verlegte sich auf Liebhaberrollen. 1922 spielte er neben Jenny Hasselqvist in Sjöströms Die Feuerprobe (Vem dömer). Ein Höhepunkt seiner Karriere ist die Verkörperung des Faust in Friedrich Wilhelm Murnaus Faust – eine deutsche Volkssage (1926). In den 1930er Jahren arbeitete Ekman mehrfach mit Gustaf Molander. Zu seinen wichtigsten Rollen unter diesem Regisseur gehören die des weltfremden, idealistischen Professors Rolf Swedenhielm in Swedenhielms (1935) und die des Geigers Holger Brandt an der Seite von Ingrid Bergman in Intermezzo (1936). Sein letzter Film „Vater und Sohn“ war zum Zeitpunkt seines Todes erst zu einem Drittel fertiggestellt und wurde danach abgebrochen.

## Privatleben
Gösta Ekman heiratete im Jahre 1914 Greta Sundström. Aus dieser Ehe ist er der Vater des Schauspielers, Regisseurs und Drehbuchautors Hasse Ekman (1915–2004) und der Großvater der Schauspieler Gösta Ekman junior (1939–2017) und Stefan Ekman (* 1944) sowie des Regisseurs Mikael Ekman (* 1943). Er verstarb 1938 mit nur 47 Jahren an Urämie und einer Lungenentzündung, wohl die Folgen seines jahrelangen Drogenkonsums. Beim Dreh von Faust in Berlin hatte man dem Workaholic Ekman Kokain als Mittel zur Arbeitslastbewältigung empfohlen, woraus eine Drogenabhängigkeit erwuchs.

## Filmografie (Auswahl)
- 1912: Der Gärtner (Trädgårdsmästaren)
- 1913: Das fremde Mädchen (Den okända)
- 1918: Mästerkatten i stövlar
- 1920: Thora van Deken
- 1920: Gyurkovicsarna
- 1921: En lyckoriddare
- 1922: Die Feuerprobe (Vem dömer)
- 1924: Unge greven ta'r flickan och priset
- 1925: Charles XII
- 1926: Faust – eine deutsche Volkssage
- 1926: Der tanzende Tor (Klovnen)
- 1927: Die Lady ohne Schleier (Hans engelska fru)
- 1927: Um seine Ehre (En perfekt gentleman, auch Koregie)
- 1928: Revolutionshochzeit
- 1928: Gustaf Wasa del I
- 1928: Gustaf Wasa del II
- 1930: För hennes skull
- 1930: Mach’ mir die Welt zum Paradies
- 1933: Kära släkten
- 1933: Två man om en änka
- 1933: Kanske en diktare
- 1935: Swedenhielms
- 1936: Kungen kommer
- 1936: Intermezzo
- 1936: Johan Ulfstjerna
- 1937: Häxnatten